# Feltia subpallida
Feltia subpallida là một loài bướm đêm trong họ Noctuidae.